# Bassanago albescens
Bassanago albescens és una espècie de peix pertanyent a la família dels còngrids i a l'ordre dels anguil·liformes.

## Descripció
Pot arribar a fer 100 cm de llargària màxima. 168-172 vèrtebres. 276-300 radis tous a l'aleta dorsal. 183-213 radis tous a l'aleta anal. És de color blanc crema amb el dors marró i la part ventral més clara. Aletes dorsal i anal amb les vores fosques.

## Depredadors
A l'Argentina és depredat per Dipturus chilensis.

## Hàbitat
És un peix marí i batidemersal que viu entre 270 i 1.700 m de fondària (normalment, fins als 458).

## Distribució geogràfica
Es troba al Pacífic sud-oriental (la Patagònia xilena), l'Atlàntic sud-occidental (l'Argentina) i l'Atlàntic sud-oriental (Namíbia i davant les costes de Cape Point, Sud-àfrica).

## Observacions
És inofensiu per als humans.